# Chaîne Chichester
La chaîne Chichester est une zone montagneuse de la région de Pilbara en Australie-Occidentale. Elle s'élève brusquement de la plaine côtière et est composée de collines, d'escarpements, de crêtes déchiquetées, de gorges et de cours d'eau sinueux bordés d'arbres.
Elle peut être décrite comme un escarpement d'une hauteur de 350 mètres formant un plateau qui descend doucement vers le sud jusqu'à ce qu'il rejoigne les monts Hamersley.
Le point culminant de la chaîne est le mont Herbert[réf. nécessaire] avec une altitude de 367 mètres. Le sommet demande environ 45 minutes pour être escaladé et un parking est situé à sa base. Le sommet est aussi sur l'itinéraire de la piste des chameaux, longue de 8 km, qui traverse la chaîne en se terminant au point d'eau de Python Pool où il est possible de se baigner. La chaîne fait partie du parc national Millstream-Chichester.
Géologiquement la chaîne est composée d'un mélange de grès, de basaltes altérés et de granophyres ainsi que de minerai de fer. Elle fait partie du craton de Pilbara.
La chaîne a été nommée par l'explorateur Francis Thomas Gregory en 1861 en l'honneur du sous-secrétaire d'État britannique Chichester Samuel Fortescue.
Les autochtones de la région sont les peuples Bailgu (ou Palyku) qui parlent la langue Yinjibarndi.
La chaîne est à l'origine de deux grands bassins fluviaux : celui de la rivière Fortescue et celui de Port Hedland. Le bassin de Port Hedland possède de nombreuses rivières comme les rivières Harding, Sherlock, Yule et Shaw.